# Athanasius af Alexandria
Athanasius af Alexandria eller Athanasius den Store (født ca. 298, død 2. maj 373 i Alexandria var biskop i Alexandria fra 328 til 373. Athanasius bliver anset som kirkefader af både den ortodokse og katolske kirke.
Athanasius fik stor indflydelse på kristendommen efter Konstantin den Store, der gjorde Romerriget kristent. Athanasius var en ivrig aktør imod arianismen, der har navn efter Arius. I den strid lykkedes det Athanasius at få gennemført sin egen tro på Jesus som en del af Guds væsen i kirkens teologi. Arius og hans støtter mente, at Jesus var et skabt væsen, og dermed ikke en del af Guds væsen, men det synspunkt blev bandlyst ved det første koncil i Nikæa i 325.
Bandlysningen fik dog ikke knust arianerne, der gennem det meste af 300-tallet fandtes inden for kirken.
Ud over den arianske strid var Athanasius også en central person i munkebevægelsen i kristendommen. I 300-tallet, hvor Athanasius levede, levede mange munke som asketer i Egyptens og Syriens ørkener. Munkene var i stor stil uden for biskoppernes kontrol; men det lykkedes Athanasius at knytte munkebevægelsen sammen med bispesædet i Alexandria. Det fik enorm indflydelse på kristendommen.
En af de vigtigste overleveringer fra Athanasius' hånd er hans skildring af munken Antonius, Vita Antonii (Antonius' liv). Antonius levede i den egyptiske ørken i det 3. og 4. århundrede. Athanasius' skildring af Antonius' liv er på ingen måde neutral og fremhæver Antonius som en levende helgen, der kæmpede mod djævle og dæmoner.
Ifølge Vita Antonii opgav Antonius som ung hele sin formue og viede sit liv til streng askese, hvor han blandt andet boede i længere tid i en grav, hvor han udkæmpede flere kampe mod Djævelen. Vita Antonii var et vigtigt skrift for Athanasius, for det viser også Antonius som en lydig undersåt mod bispesædet i Alexandria. Det hjalp Athanasius med at få munkebevægelserne i Egypten indordnet under Alexandria, og var dermed også en stor støtte for ham i hans kamp mod Melitius, der konkurrerede mod bispesædet i Alexandria ved at udnævne sine egne præster og biskopper.